# Архимандрит Симеон (Васиљевић)
Симеон (световно Никола Василијевић; Добраче код Ариља, 17. фебруар 1919 — Манастир Студеница, 13. јул 1986) био је српски архимандрит и старешина Манастира Студенице.

## Биографија
Симеон (Василијевић) рођен је у Добрачи, код Ариља, 17. фебруара 1919. године. Крштено му је име Никола. Као дванестогодишњак допао је у оближњи Манастир Клисуру 1931. године старешини манастира, јеромонаху оцу Атанасију Ђокићу. После две године отац Атанасије, видећи у Николи бистрог и побожног дечака, шаље га у монашку школу Манастира Високи Дечани. У међувремену, 1934. године, старешина већине овчарских манастира Митрофан Иванчевић буде премештен у Манастир Рачу, а отац Атанасије буде премештен из Клисуре и постављен за старешину Манастира Сретења, Тројице и Благовештења у Овчару. Том приликом јеромонах отац Атанасије доведе са собом из Клисуре у Сретење и Свету Тројицу и свог доброг искушеника Николу Василијевића, који је тада већ био ђак монашке школе.
По завршетку монашке школе, отац Атанасије Николу монаши у малу схиму у Манастиру Сретењу на Велику суботу 1939. године и даје му монашко име Симеон. Млади монах симеон, одмах после рата, наставља своје образовање у Богословији у Раковици код Београда. По завршетку Богословије уписује се одмах и на Теолошки факултет. У то време рукоположен је за јеромонаха 1952. године. По завршетку теолошких студија враћа се у своје братство, у Манастир Тројицу, игуману Иринеју Васиљевићу, где остаје све до 1964. године.
После смрти игумана оца Василија Домановића, намесника Манастира Студенице и веома искусног човека и духовника, 1964. старешина студенички отац Јулијан Кнежевић остао је са младим братством, веома оптерећен руковођењем тако великим манастиром као што је Студеница. Због свега тога епископ жички Василије Костић, у договору са тројичким и студеничким братством, премешта оца Симеона из Свете Тројице 1964. године и поставља га у Студеници за намесника манастира. Поред тога, он врши и дужност кустоса у Студеници. Тиме је старешина отац Јулијан био много растерећен. Отац Симеон ускоро је произведен у чин протосинђела.
Знајући његову искрену побожност и љубав према манастиру и монаштву, због чега се није примио других у цркви понуђених почасних дужности, студенички игуман отац Јулијан Кнежевић, из братске љубави, уступио му је место студеничког игумана и предложио га да буде изабран за студеничког администратора. Тако је отац Симеон, тројички монах, постао старешина и архимандрит манастира Студенице 1976. године. Таква појава жртвене, братске љубави у данашње време ретко се виђа. Велик је штета и за Студеницу и, уопште, за Цркву и монаштво, што је овај дивни тројичко-студенички монах и архимандрит био кратког века и у својој 67-ој години, 1986. године, завршио свој живот овде на земљи. Сахрањен је уз велики број присутног монаштва, свештенства и народа у Студеници поред гроба оца Василија Домановића, брата у Христу, кога су сви, као и оца Симу много ценили и волели.